# 기믹
기믹(영어: gimmick)은 주로 관심을 끌거나 매력을 높이기 위해 고안된 새로운 장치 또는 아이디어로, 내재적인 가치는 거의 없는 경우가 많다. 소매 마케팅에 적용할 경우 제품이나 서비스를 경쟁사보다 돋보이게 만들기 위해 고안된 독특하고 기발한 기능이다.

## 같이 보기
- 마케팅 전략